# Курчув
Курчув (пол. Kurczów, нім. Kurtsch) — село в Польщі, у гміні Борув Стшелінського повіту Нижньосілезького воєводства.
Населення — 166 осіб (2011).
У 1975-1998 роках село належало до Вроцлавського воєводства.

## Демографія
Демографічна структура станом на 31 березня 2011 року:
|          | Загалом | Допрацездатний вік | Працездатний вік | Постпрацездатний вік |
| -------- | ------- | ------------------ | ---------------- | -------------------- |
| Чоловіки | 80      | 15                 | 56               | 9                    |
| Жінки    | 86      | 16                 | 54               | 16                   |
| Разом    | 166     | 31                 | 110              | 25                   |